# Tupi Football Club
Maillots
Actualités
Dernière mise à jour : 13 avril 2020.
Le Tupi Football Club est un club de football brésilien basé dans l'État du Minas Gerais, fondé en 1912.

## Palmarès
- Championnat du Minas Gerais de deuxième division :
  - Champion : 2001.